# NGC 5353
NGC 5353 (другие обозначения — UGC 8813, MCG 7-29-10, ZWG 219.18, HCG 68A, PGC 49356) — линзообразная галактика (S0) в созвездии Гончие Псы.
Этот объект входит в число перечисленных в оригинальной редакции «Нового общего каталога».